# Biovision Hierarchy
Pour les articles homonymes, voir BVH.
Biovision Hierarchy (BVH) est un format de fichier d'animation de personnages développé par Biovision, une société disparue spécialisée en capture de mouvement.
Le format BVH permet de représenter les données de capture de mouvement. 
En 2008, BVH est largement utilisé, cependant toutes les applications ne possèdent pas le support pour importer ou exporter des fichiers dans ce format.
Exemples de logiciels utilisant des fichiers au format BVH :
- 3D Studio Max,
- Blender,
- Lifeforms,
- Maya,
- Poser,
- OpenSimulator, Second Life
- Avimator et Qavimator,
- Maxon Cinema 4d

Il existe de nombreux fichiers .bvh gratuits qui vous permettent d'animer, par exemple, des avatars dans Second Life.